# Konantzia
Konantzia là một chi thực vật có hoa trong họ, Orchidaceae.